# Теммерман, Женифер де
Женифер де Теммерман (фр. Jennifer de Temmerman) — французский политик, бывший депутат Национального собрания Франции.

## Биография
Родилась 16 февраля 1977 г. в городе Валансьен (департамент Нор). Профессор антиковедения, работала директором колледжа 3 года в городе Байёль, а затем - в поселке Кассель, где она проживает с 2015 года. 
В 2017 году Женифер де Теммерман была выдвинута движением Вперёд, Республика! кандидатом на выборах в Национальное собрание по 15-му избирательному округу департамента Нор и одержала победу. В Национальном собрании стала секретарем Комиссии по устойчивому развитию и территориальному планированию.
В ноябре 2019 года она осудила новый план правительства в отношении иммиграции; вместе с десятью другими депутатами от ВР выступила с трибуны против мер, предусмотренных правительством в отношении государственной медицинской помощи иммигрантам. В том же месяце она покинула группу ВР, чтобы присоединиться к незарегистрированным депутатам. Она также вышла из партии Вперёд, Республика!, была среди депутатов, подписавших в феврале 2020 года вотум недоверия правительству, поданный левыми парламентскими группами из-за пенсионной реформы.
В мае 2020 года она участвовала в создании новой парламентской группы «Экология, демократия, солидарность» вместе с другими бывшими членами Вперёд, Республика! и голосовала против доверия правительству Жана Кастекса.
В 2021 Женифер де Теммерман вошла в левый список Каримы Делли на выборах в Совет региона О-де-Франс и получила мандат советника. В 2022 году она вступила в Социалистическую партию и поддержала Николя Майер-Россиньоля на выборах Первого секретаря партии в январе 2023 года.

## Занимаемые выборные должности
21.06.2017 — 21.06.2022 — депутат Национального собрания Франции от 15-го избирательного округа департамента Нор 

с 02.07.2021 — член Совета региона О-де-Франс